# ابن عائشة
محمد بن عائشة ويكنى أبا جعفر ولم يكن يعرف له أب فكان ينسب إلى أمه ويلقبه من عاداه أو أراد سبه ابن عاهة الدار.

## نسبه
- كان يزعم أن اسم أبيه جعفر وليس يعرف ذلك. وعائشة أمه مولاة لكثير بن الصلت الكندي حليف قريش. وقيل: إنها مولاة لال المطلب بن أبي وداعة السهمي، وقال إسحاق فيما رواه لنا الحسين بن يحيى عن حماد عن أبيه: إن محمد بن معن الغفاري ذكر له عن أبي السائب المخزومي أن ابن عائشة مولى المطلب بن أبي وداعة السهمي وإنه كان لغير رشدة، فأدركت المشيخة وهم إذا سمعوا له صوتاً حسناً قالوا: أحسن ابن المرأة. قال إسحاق وقال عمران بن هند الأرقمي: بل كان مولى لكثير بن الصلت .
- سأل الخليفة الوليد بن يزيد ابن عائشة عن نسبه لأمه وقال يا محمد، ألغيةٍ أنت؟ قال: كانت أمي يا أمير المؤمنين ماشطة، وكنت غلاماً، فكانت إذا دخلت إلى موضع قالوا: ارفعوا هذا لابن عائشة؛ فغلبت على نسبي.

## ابن عائشة والغناء
- كان يفتن كل من سمعه بالغناء وأخذ الغناء عن معبد المغني ومالك

وكان ابن عائشة يفتن كل من سمعه، وكان فتيان من المدينة قد فسدوا في زمانه بمحادثته ومجالسته. وقد أخذ عن معبد ومالك ولم يموتا حتى ساواهما على تقديمه لهما واعترافه بفضلهما.
- كان جيد الغناء دون الضرب بالعود وقد قيل: إنه كان ضارباً ولم يكن بالجيد الضرب ؛ وقيل: بل كان مرتجلاً لم يضرب العود قط. وكان يضرب بابتدائه المثل وكان أحسن المغنين بعد معبد وابتداؤه بالغناء كان يضرب به المثل، فيقال للابتداء الحسن كائناً ما كان من قراءة قرآن، أو إنشاد شعر، أو غناء يبدأ به فيستحسن: كأنه ابتداء ابن عائشة. وقال إسحاق: وسمعت علماءنا قديماً وحديثاً يقولون: ابن عائشة أحسن الناس ابتداءً، وأنا أقول: إنه أحسن الناس ابتداءً وتوسطاً وقطعاً بعد أبي عباد معبد، وقد سمعت من يقول: إن ابن عائشة مثله؛ وأما أنا فلا أجسر على أن أقول ذلك.

وكان ابن عائشة غير جيد اليدين فكان أكثر ما يغني مرتجلاً. وكان أطيب الناس صوتاً.
- قال محمد بن أحمد بن يحيى المكي عن أبيه عن جده: ثلاثةٌ من المغنين كانوا أحسن الناس حلوقاً: ابن عائشة وابن تيزن وابن أبي الكنات.
- قال مصعب الزبيري: رأى ابن أبي عتيق حلق ابن عائشة مخدشاً فقال: من فعل هذا بك؟ قال: فلان، فمضى فنزع ثيابه وجلس للرجل على بابه، فلما خرج أخذ بتلبيبه وجعل يضربه ضرباً شديداً والرجل يقول له: مالك تضربني! أي شيء صنعت! وهو لا يجيبه حتى بلغ منه؛ ثم خلاه وأقبل على من حضر فقال: هذا أراد أن يكسر مزامير داود: شد على ابن عائشة فخنقه وخدش حلقه.
- قال يونس الكاتب: ما عرفنا بالمدينة أحسن ابتداءً من ابن عائشة إذا غنى، ولو كان آخر غنائه مثل أوله لقدمته على ابن سريج. وقال يونس: كان ابن عائشة يضرب بالعود ولم يكن مجيداً، وكان غناؤه أحسن من ضربه، فكان لا يكاد يمس العود إلا أن تجتمع جماعةٌ من الضراب فيضربون عليه ويضرب هو ويغني، فناهيك به حسناً!.
- قال الهيثم بن عدي عن صالح بن حسان أنه ذكر يوماً المغنين بالمدينة، فقال: لم يكن بها أحدٌ بعد طويس أعلم من ابن عائشة ولا أظرف مجلساً ولا أكثر طيباً؛ وكان يصلح أن يكون نديم خليفة أو سمير ملك. قال إسحاق: فأذكرني هذا القول قول جميلة له: وأنت يا أبا جعفر فمع الخلفاء تصلح أن تكون.
- قال علي بن الجهم قال حدثني رجل: أن ابن عائشة وافقاً بالموسم متحيراً، فمر به بعض أصحابه فقال له: ما يقيمك ها هنا؟ فقال: إني أعرف رجلاً لو تكلم لحبس الناس ها هنا فلم يذهب أحد ولم يجيء؛ فقال له الرجل: وما ذاك؟ قال أنا، ثم اندفع يغني:

جرت سنحاً فقلت لها أجيزي
نوى مشمولةً فمتى اللقـاء
قال: فحبس الناس، واضطربت المحامل، ومدت الإبل أعناقها، وكادت الفتنة أن تقع. فأتي به هشام بن عبد الملك، فقال له: يا عدو الله، أردت أن تفتن الناس! قال: فأمسك عنه وكان تياهاً، فقال له هشام: ارفق بتيهك، فقال: حق لمن كانت هذه مقدرته على القلوب أن يكون تياهاً، فضحك منه وخلى سبيله.
- قال إسحاق بن أيوب القرشي: كان هشام بن عبد الملك مكرماً للوليد بن يزيد، وكان عبد الصمد بن عبد الأعلى مؤدباً للوليد، وكان، فيما يقال، زنديقاً، فحمل الوليد على الشراب والاستخفاف بدينه، فاتخذ ندماء وشرب وتهتك، فأراد هشامٌ قطعهم عنه، فولاه الموسم في سنة عشرٍ ومائة، فرأى الناس منه تهاوناً واستخفافاً بدينه، وأمر مولاه عيسى فصلى بالناس، وبعث إلى المغنين فغنوه وفيهم ابن عائشة فغناه:

سليمى أجمعت بينا
فنعر الوليد نعرةً أذن لها أهل مكة. وأمر لابن عائشة بألف دينار، وخلع عليه عدة خلع، وحمله.
فخرج ابن عائشة من عنده بأمرٍ أنكره الناس، وأمر للمغنين بدون ذلك، فتكلم أهل الحجاز وقالوا: أهذا ولي عهد المسلمين! وبلغ ذلك هشاماً فطمع في خلعه، وأراده على ذلك فأبى؛ وتنكر هشام للوليد، وتمادى الوليد في الشرب واللذات فأفرط، وتعبث هشام بالوليد وخاصته ومواليه، فنزل بالأزرق بين أرض بلقين وفزارة على ماء يقال له الأغدق، حتى مات هشام انقضت أخباره.
- قال حماد الراوية: كتب الوليد بن يزيد إلى يوسف بن عمر والي العراق : أما بعد، فإذا قرأت كتابي هذا فسرح إلي حماداً الراوية على ما أحب من دواب البريد، وأعطه عشرة آلاف درهم يتهيأ بها. قال: فأتاه الكتاب وأنا عنده فنبذه إلي، فقلت: السمع والطاعة، فقال: يا دكين، مر شجرة يعطيه عشرة آلاف درهم، فأخذتها. فلما كان اليوم الذي أردت الخروج فيه أتيت يوسف بن عمر، فقال: يا حماد، أنا بالموضع الذي قد عرفته من أمير المؤمنين، ولست مستغنياً عن ثنائك؛ فقلت: أصلح الله الأمير إن العوان لا تعلم الخمرة وسيبلغك قولي وثنائي. فخرجت حتى انتهيت إلى الوليد وهو بالبخراء، فاستأذنت عليه فأذن لي، فإذا هو على سرير ممهد، وعليه ثوبان أصفران: إزارٌ ورداء يقيئان الزعفران قيئاً، وإذا عنده معبدٌ ومالك بن أبي السمح وأبو كامل مولاه، فتركني حتى سكن جأشي، ثم قال أنشدني:

أمن المنون وريبها تتوجع
فأنشدته حتى أتيت على آخرها؛ فقال لساقيه: يا سبرة اسقه، فسقاني ثلاثة أكؤس خثرن ما بين الذؤابة والنعل. ثم قال يا مالك، غنني:
ألا هل هاجك الأظعا
ن إذ جاوزن مطلحا
ففعل. ثم قال له: غني:
جلا أمية عني كل مـظـلـمةٍ
سهل الحجاب وأوفى بالذي وعدا
ففعل. ثم قال له: غنني:
أتنسى إذ تودعنا سليمـى
بفرع بشامةٍ سقي البشام
ففعل. ثم قال: يا سبرة، أو يا أبا سبرة، اسقني بزب فرعون؛ فأتاه بقدح معوج فسقاه به عشرين، ثم أتاه الحاجب فقال: أصلح الله أمير المؤمنين، الرجل الذي طلبت بالباب؛ قال: أدخله، فدخل شاب لم أر شاباً أحسن وجهاً منه، في رجله بعض الفدع، فقال: يا سبرة اسقه، فسقاه كأساً؛ ثم قال له: غنني:
وهي إذ ذاك عليها مئزرٌ
ولها بيت جوارٍ من لعب
فغناه؛ فنبذ إليه الثوبين. ثم قال له: غنني:
طاف الخيال فمرحبا
ألفاً برؤية زينـبـا
فغضب معبد المغني وقال: يا أمير المؤمنين، إنا مقبلون عليك بأقدارنا وأسناننا، وإنك تركتنا بمزجر الكلب، وأقبلت على هذا الصبي! فقال: والله يا أبا عباد، ما جهلت قدرك ولا سنك، ولكن هذا الغلام طرحني في مثل الطناجير من حرارة غنائه. قال حماد الراوية: فسألت عن الغلام فقيل لي هو ابن عائشة.
- قال عمر بن أبي خليفة: كان الشعبي (فقيه) مع أبي في أعلى الدار، فسمعنا تحتنا غناء حسناً، فقال له أبي: هل ترى شيئاً؟ قال: لا، فنظرنا فإذا غلام حسن الوجه حديث السن يتغنى:

قالت عبيد تـجـرمـاً
في القول فعل المازح
فما سمعت غناء كان أحسن منه، فإذا هو ابن عائشة، فجعل الشعبي يتعجب من غنائه، ويقول: يؤتي الحكمة من يشاء.
- كان ابن عائشة بالحج وقد دعاه فتيةٌ من بني هاشم فأجابهم، قال: وكنت فيهم، فلما دخلنا جعلوا صدر المجلس لابن عائشة فجلس فتحدثوا حتى حضر الطعام؛ فلما طعموا دعا بشراب فشربوا، وكان ابن عائشة إذا سئل أن يغني أبى ذلك وغضب، فإذا تحدث القوم بحديث ومضى فيه شعر قد غنى فيه ابتدأ هو فغناه، فكان من فطن له يفعل ذلك به، فقال رجل منهم: حدثني اليوم رجل من الأعراب ممن ان يصاحب جميلاً بحديث عجيب؛ فقال القوم: وما هو؟ فقال: حدثني أن جميلاً بينما هو يحدثه كما كان يحدثه إذ أنكره ورأى منه غير ما كان يرى، فثار نافراً، مقشعر الشعر، متغير اللون إلى ناقة له مجتمعةٍ قريبة من الأرض، موثقة الخلق، فشد عليها رحله ثم أتاها بمحلب فيه لبنٌ فشربته، ثم ثنى فشربت حتى رويت، ثم قال: اشدد أداة رحلك واشرب واسق جملك، فإني ذاهب بك إلى بعض مذاهبي، ففعلت، فجال في ظهر ناقتي، فسرنا بياض يومنا وسواد ليلتنا، ثم أصبحنا فسرنا يومنا لا والله ما نزلنا إلا للصلاة؛ فلما كان اليوم الثالث دفعنا إلى نسوة فمال إليهم فوجدنا الرجال خلوفاً، وإذا قدر لبأٍ وقد جهدت جوعاً وعطشاً، فلما رأيت القدر اقتحمت عن بعيري وتركتهم جانباً، ثم أدخلت رأسي في القدر ما يثنيني حرها حتى رويت، فذهبت أخرج رأسي من القدر فضاقت علي وإذا هي على رأسي قلنسوةٌ، فضحكن مني وغسلن ما أصابني. وأتي جميلٌ بقرىً فوالله ما التفت إليه؛ فبينا هو يحدثهن إذا رواعي الإبل، وقد كان السلطان أحل لهم دمه إن وجدوه في بلادهم، وجاء الناس فقلن: ويحك! انج وتقدم، فوالله ما أكبرهم ذلك الإكبار، فإذا بهم يرمونه، ويطردونه، فإذا غشوه قاتلهم ورمى فيهم، وقام بي جملي، فقال لي: يسر لنفسك مركباً خلفي، فأردفني خلفه، لا والله ما انكسر ولا انحل عن فرصته حتى رجع إلى أهله، وقد سار ست ليالٍ وستة أيام وما التفت إلى طعام وقال في ذلك:

إن المنازل هيجت أطرابي
واستعجمت آياتها بجوابي
وهي قصيدة طويلة. وقال أيضاً:
وأحسن أيام وأبهج عيشتـي
إذا هيج بي يوماً وهن قعود
قال فقال ابن عائشة: أفلا أغني لكم ذلك؟ فقلنا: بلى والله، فاندفع فغناه، فما سمع السامعون شيئاً أحسن من ذلك، وبقي أصحابنا يتعجبون من الحديث وحسنه والغناء وطيبه؛ فقال له أصحابنا: يا أبا جعفر، إنا مستأذنوك، فإن أذنت لنا سألناك، وإن كرهت تركناك؛ فقال: سلوا، فقالوا: نحب أن تغنينا في مجلسنا هذا ما نشطت هذا الصوت فقط؛ فقال لهم: نعم ونعمة عينٍ وكرامةً، فما زلنا في غاية السرور حتى انقضى المجلس.

## الحسن يكرهه على غناء مائة لحن
- قال جرير: كان ابن عائشة تائهاً سيئ الخلق، فإن قال له إنسان: تغن، قال: ألمثلي يقال هذا!

وإن قال له إنسان وقد ابتدأ هو بغناء: أحسنت، قال: ألمثلي يقال أحسنت! ثم يسكت، فكان قليلاً ما ينتفع به. فسال العقيق مرة 
فدخل عرصة سعيد بن العاصي الماء حتى ملأها، فخرج الناس إليها وخرج ابن عائشة فيمن خرج، 
فجلس على قرن البئر، فبينا هم كذلك إذ طلع الحسن بن الحسن بن علي بن أبي طالب، على بغلة 
وخلفه غلامان أسودان كأنهما من الشياطين، فقال لهما: امضيا رويداً حتى تقفا بأصل القرن الذي عليه ابن عائشة، 
فخرجا حتى فعلا ذلك. ثم ناداه الحسن: كيف أصبحت يابن عائشة؟ 
قال: بخير، فداك أبي وأمي، قال: انظر من إلى جنبك، فنظر فإذا العبدان، فقال له: أتعرفهما؟ قال: نعم، 
قال: فهما حران لئن لم تغنني مائة صوت لآمرنهما بطرحك في البئر، 
وهما حران لئن لم يفعلا لأقطعن أيديهما، 
فاندفع ابن عائشة فكان أول ما ابتدأ به صوتاً له وهو
ألا للـه درك مـن
فتى قومٍ إذا رهبوا
ثم لم يسكت حتى غنى مائة صوت، فيقال إن الناس لم يسمعوا من ابن عائشة أكثر مما سمعوا في ذلك اليوم، وكان آخر ما غنى:
قل للمنازل بالظهران قد حانا
أن تنطقي فتبيني القول تبيانا
قال جرير: فما رئي يومٌ أحسن منه، ولقد سمع الناس شيئاً لم يسمعوا مثله، وما بلغني أن أحداً تشاغل عن استماع غنائه بشيء، 
ولا انصرف أحدٌ لقضاء حاجة ولا لغير ذلك حتى فرغ. ولقد تبادر الناس من المدينة وما حولها حيث بلغهم الخبر لاستماع غنائه، 
فيقال: إنه ما رئي جمعٌ في ذلك الموضع مثل ذلك الجمع، ولقد رفع الناس أصواتهم يقولون له: أحسنت والله، أحسنت والله، 
ثم انصرفوا حوله يزفونه إلى المدينة زفاً.

## وفاة ابن عائشة
توفي ابن عائشة في خلافة الوليد بن يزيد عام 126 هـ في المدينة المنورة مسقط رأسه
وذكرت أسباب كثيرة عن موت ابن عائشة ومنها:
- أن الغمر بن يزيد أخو الخليفة الوليد بن يزيد خرج إلى الشأم، فلما نزل قصر ذي خشب شرب على سطحه، فغنى ابن عائشة صوتاً طرب له الغمر، فقال: اردده، فأبى، وكان لا يرد صوتاً لسوء خلقه، فأمر به، فطرح من أعلى السطح فمات. ويقال: بل قام من الليل وهو سكران ليبول فسقط من السطح فمات.
- قال المدائني حدثني بعض أهل المدينة : أقبل ابن عائشة من عند الوليد بن يزيد وقد أجازه وأحسن إليه فجاء بما لم يأت به أحدٌ من عنده، فلما قرب من المدينة نزل بذي خشب على أربعة فراسخ من المدينة، وكان واليها إبراهيم بن هشام بن إسماعيل المخزومي، ولاه هشامٌ وهو خاله، وكان في قصر هناك، فقيل له: أصلح الله الأمير، هذا ابن عائشة قد أقبل من عند الوليد بن يزيد، فلو سألته أن يقيم عندنا اليوم فيطربنا وينصرف من غدٍ! فدعا به فسأله المقام عنده فأجابه إلى ذلك، فلما أخذوا في شربهم أخرج المخزومي جواريه، فنظر إلى ابن عائشة وهو يغمز جاريةً منهن، فقال لخادمه: إذا خرج ابن عائشة يريد حاجته فارم به، وكانوا يشربون فوق سطحٍ ليس له إفريزٌ ولا شرفات، وهو يشرف على بستان، فلما قام ليبول رمى به الخادم من فوق السطح فمات، فقبره معروف هناك.
- قال يعقوب بن طلحة الليثي عن بعض مشايخه من أهل المدينة قال أقبل ابن عائشة من الشأم حتى نزل بقصر ذي خشب ومعه مال وطيبٌ وكساً، فشرب فيه، ثم تطرقوا إلى ظهر القصر فصعدوا، ثم نظر فإذا بنسوة يتمشين في ناحية الوادي، فقال لأصحابه: هل لكم فيهن؟ قالوا: وكيف لنا بهن؟ فنهض فلبس ملاءة مدلوكةً، ثم قام على شرفة من شرف القصر فتغنى في شعر ابن أذينة:

وقد قالت لأترابٍ
لها زهرٍ تلاقينا
تعالين فقد طاب
لنا العيش تعالينا
فأقبلن إليه وطرب فاستدار فسقط فمات.